# Гіганти
Гіга́нти (грец. Γίγαντες — «велетні», однина — Γίγας) — дикий, близький до богів рід велетнів (синів Геї та Урана) у давньогрецькій міфології, винищених богами-олімпійцями.

## Гіганти у міфах
Гесіод зображує гігантів напівбогами в шоломах та зі списами, народженими Геєю від крові Урана, що капала, коли його кастрував Кронос. Їх було 150, гіганти мали величезний зріст і змій замість ніг. Гігін та Аполлодор повідомляють, що проти Олімпу боролися 24 гіганти: Алкіной (якого вбив Геракл), Ефіальт, Евріт, Фон, Агрій, Дамасен, Даміс тощо. Гіганти вступили в боротьбу з Зевсом та іншими олімпійцями, щоб скинути їхню владу. Згідно з Аполлодором, щоб помститися Зевсові за ув'язнення титанів у Тартарі, Гея народила гігантів, дала їм цілюще зілля, що оберігало від небесних стріл, і вони розпочали боротьбу за владу над світом.
Гіганти кидали на Олімп уламки скель і підпалені дерева з Кампанії, Аркадії, Фессалії тощо. Жорстока боротьба богів з гігантами (гігантомахія) тривала довго. Олімпійці перемогли тільки тоді, коли на допомогу їм прийшли кіклопи, гекатонхейри і Геракл.
Деякі гіганти виявилися похованими під вулканічними островами (наприклад, Енкелад під Сицилією, Полібот під Косом).

### Походження
Назва «гігант» означає «народжений землею», і «Теогонія» Гесіода вказує на це чітко, оскільки гіганти є нащадками Геї (богині Землі). За словами Гесіода, Гея народила багато дітей Урану: перше покоління складалося титанів, циклопів та гекатонхейрів. Проте, Уран ненавидів своїх дітей і, щойно вони народилися, він ув'язнив їх всередині Геї, завдавши їй багато страждань. Гея зробила незламний серп, який віддала Крону, наймолодшому зі своїх синів-титанів, і сховала його (імовірно, все ще в тілі Геї), щоб чекати в засідці. І коли Уран прийшов до Геї, Крон кастрував свого батька, «каплі крові, що хлинули, їх отримала Гея, і тільки коли пори року стали рухатися по кругу, вона народила… великих гігантів». З цих самих крапель крові також походять еринії (Фурії) та меліади (німфи ясена), а відрізані геніталії Урана, що впали в море, утворили білу піну, з якої виросла Афродіта. Міфограф Аполлодор також вважав, що гіганти є нащадками Геї та Урана, хоча він не вказує жодної згадки про кастраціє Урана, натомість Гея була «роздратована через Титанів, породила гігантів».
У «Одіссеї» Гомера є три короткі згадки про гігантів, хоча не зовсім точно, що Гомер і Гесіод розуміли цей термін як одне й те саме. В Гомера гіганти були серед предків фаяків, народу, з яким зустрівся Одіссей. Пізніше в «Одіссеї» Алкіной говорить, що фаяки, як і циклопи та гіганти, є «близькими родичами» богів. Одіссей описує лестригонів (інший народ, який Одіссей зустрів під час своїх подорожей) більше схожими на гігантів, ніж на людей. Павсаній, географ 2-го століття нашої ери, коментував ці рядки «Одіссеї» зазначаючи, що для Гомера гіганти були народом смертних людей.
Лірик VI—V століття до нашої ери Вакхілід називав велетнів «синами землі». Пізніше термін «гегеней» («народжений на землі») став поширеним епітетом гігантів. Латинський письменник першого століття Гігін вказав, що велетні є нащадками Геї та Тартара, іншого первісного грецького божества.

### Гігантомахія
Найдетальніше описаною божественною боротьбою в грецькій міфології була гігантомахія, битва між велетнями та олімпійськими богами за верховенство у всесвіті. Велетні відомі насамперед завдяки цій битві, і про її важливість для грецької культури свідчить часте зображення гігантомахії в грецькому мистецтві.

#### Ранні джерела
Згадки про гігантомахію в архаїчних джерелах рідкісні. Ні Гомер, ні Гесіод нічого не згадують про битву велетнів з богами. Зауваження Гомера про те, що Еврімедонт «приніс знищення своєму недоброзичливому народу», можливо, є посиланням на гігантомахію, а зауваження Гесіода про те, що Геракл виконав «велику роботу серед безсмертних» є, ймовірно, вказівкою на те, що Геракл відіграв вирішальну роль в перемозі богів над гігантами. Гесіодовий «Каталог жінок» (або «Еої») згадує Геракла, який убив «самовпевнених гігантів». Інша ймовірна згадка про Гігантомахію в «Каталозі жінок» вказує, що Зевс створив Геракла як «захисника богів і людей».
Є ознаки того, що могла існувати втрачена епічна поема, «Гігантомахія», яка розповідала про війну: «Теогонія» Гесіода стверджує, що музи оспівували гігантів, а поет шостого століття до нашої ери Ксенофан згадує гігантомахію, як тему, яку слід уникати за столом. Інші можливі архаїчні джерела включають ліричних поетів Алкмана та Ібіка шостого століття.
Ліричний поет кінця шостого початку п'ятого століття до нашої ери Піндар наводить деякі з найраніших подробиць битви між гігантами та олімпійцями. Тійресій передрікає, що Геракл уб'є гігантів . Він називає Геракла «ти той, хто підкорив велетнів», і Порфіріон, якого він називає «царем гігантів», був переможений луком Аполлона. Герой Евріпіда стріляє в гігантів стрілами, а його «Йон» у хорі описує зображення гігантомахії в храмі Аполлона в Дельфах кінця шостого століття, де Афіна бореться з гігантським Енцеладом своїм «щитом горгони», Зевс спалює велетня Мімаса своїм «могутнім громом, палаючим з обох кінців», а Діоніс вбиває безіменного велетня своїм «посохом з плюща». Автор початку 3 століття до нашої ери Аполлоній Родоський коротко описує випадок, коли бог сонця Геліос підвозить Гефеста, виснаженого битвою у Флегрі, на своїй колісниці.

#### Аполлодор
Найдокладніший опис гігантомахії наявний у міфографа Аполлодора (першого чи другого століття нашої ери). Жодне з перших джерел не повідомляє про причини війни. Аполлодор згадує про крадіжку худоби Геліоса Алкіонеєм, і також припускає помсту матері як мотив війни, кажучи, що Гея народила велетнів через свій гнів за титанів (які були переможені і ув'язнені олімпійцями).
Було пророцтво, що велетнів боги не зможуть убити самотужки, але їх можна вбити за допомоги смертного. Почувши це, Гея шукала певну рослину (фармакон), яка б захищала велетнів. Перш ніж Гея чи хтось інший міг знайти цю рослину, Зевс заборонив Еос (богині світанку), Селені (богині місяцю) та Геліосу (богу сонця) світити, сам зібрав всю цю рослинність, а потім змусив Афіну викликати Геракла.
За словами Аполлодора, Алкіоней і Порфіріон були двома найсильнішими велетнями. Геракл застрелив Алкінея, який впав на землю, але потім ожив, бо Алкіней був безсмертним у межах своєї рідної землі. Тож Геракл за порадою Афіни витяг його за межі тієї землі, де потім Алкіоней помер. Порфіріон напав на Геракла і Геру, але Зевс вразив Порфіріона своїм громом і Геракл убив його стрілою.
Інші гіганти та їхні долі згадуються Аполлодором. Ефіальт був осліплений стрілою Аполлона в ліве око і ще однією стрілою Геракла в праве. Еврит був убитий Діонісом його посохом, Клітій — Гекатою її смолоскипами, а Мімас — Гефестом «іскрами розжареного металу» з його кузні. Афіна розгромила Енцелада під островом Сицилія і здерла шкуру з Палласа, використовуючи його шкіру як щит. Посейдон відламав шматок острова Кос під назвою Нісірос і кинув його на Полібота (Страбон також розповідає історію про Полібота, похованого під Нісіросом, але додає, що Полібот лежить під Косом). Гермес, одягнений в шолом Аїда, вбив Іполіта, Артеміда вбила Ґратіона, а мойри (богині долі) убили Агрія й Тоаса бронзовими палицями. Решта велетнів були «знищені» громами, кинутими Зевсом, причому кожен гігант був добитий стрілами Геракла (як вимагало пророцтво).

## Трактування образу
Міф про боротьбу гігантів з богами є спробою пояснити вулканічну діяльність Землі та перемогу олімпійської релігії над культами догрецької доби. В елліністичну епоху перемогу олімпійських богів над гігантами стали вважати за звитягу світла й добра над темрявою й варварством. Гігантів давно почали змішувати з титанами, а пізніше з іншими страхітливими велетнями (гекатонхейрами, Алоадами, Тифоном).
У мистецтві гігантів зображують у вигляді героїв-велетнів або змієногих істот, що кидають скелі.
У сучасній мові гігант — велетень.